# Swaady Martin
Swaady Martin est une entrepreneuse franco-ivoirienne. Cadre supérieure à General Electric, elle quitte la multinationale pour fonder la marque de luxe Yswara.

## Biographie
Née en Côte d’Ivoire d'une mère est d’origine française, ivoirienne et guinéenne et d'un père américain, elle vit les premières années de sa vie au Liberia que ses parents quittent quand elle a trois ans pour s’installer au Sénégal. Ses parents se séparant, elle retourne en Côte d’Ivoire avec  son frère et sa mère qui travaille alors pour la Banque africaine de développement. Elle effectue ses études à Londres puis dans une école de commerce en Suisse. Elle obtient un MBA, délivré conjointement par la London School of Economics, la Stern School of Business et HEC Paris (appelé TRIUM Global Executive MBA). Elle intègre alors le cabinet de conseil Accenture pour une année, puis rejoint General Electric aux États-Unis, puis à partir de 2005 en Afrique. Elle travaille pendant 11 ans chez General Electric, période où elle est notamment directrice de GE Transportation pour l'Afrique subsaharienne et directrice générale de GE Technologies en Afrique du Sud jusqu'en 2010. Elle quitte alors GE, et reprend des études durant lesquelles elle étudie le cas de la firme de luxe Louis Vuitton.
Elle fonde fin 2012 la marque africaine de luxe Yswara, qui produit des thés, mais aussi chocolat et bijouterie artisanale : « J'ai voulu initier une marque de luxe qui soit vraiment africaine par ses origines, sa nature et sa tradition. Toutes nos matières viennent d'Afrique et sont fabriquées localement par des artisans qui combinent savoirs traditionnels et design moderne (...) Nous l'appelons Luxe Ubuntu car il crée de la richesse pour la société africaine ». En 2012, Forbes la considère comme l’une des 20 jeunes femmes africaines les plus influentes. Les thés sont sourcés dans des plantations isolées et pratiquant l’agriculture biologique sur de petites parcelles dans différents pays du continent. Ils portent des noms évocateurs de déesses africaines ou de légendes du continent africain. L'entreprise connaît initialement des problèmes pour trouver des financements avant de décoller. Ces difficultés une fois surmontées, elle soutient elle-même des activités en développement en notant que « des financeurs qui ont refusé de m’aider au départ sont aujourd’hui partenaires de jeunes entrepreneurs que j’aide moi-même ».
En parallèle à Ysawara, basé en Afrique du Sud, elle développe une activité de mentoring ShiftWithin.Me et écrit une collection de livres pour enfants, Malaika and the Angelo.